# Ulisse Cambi

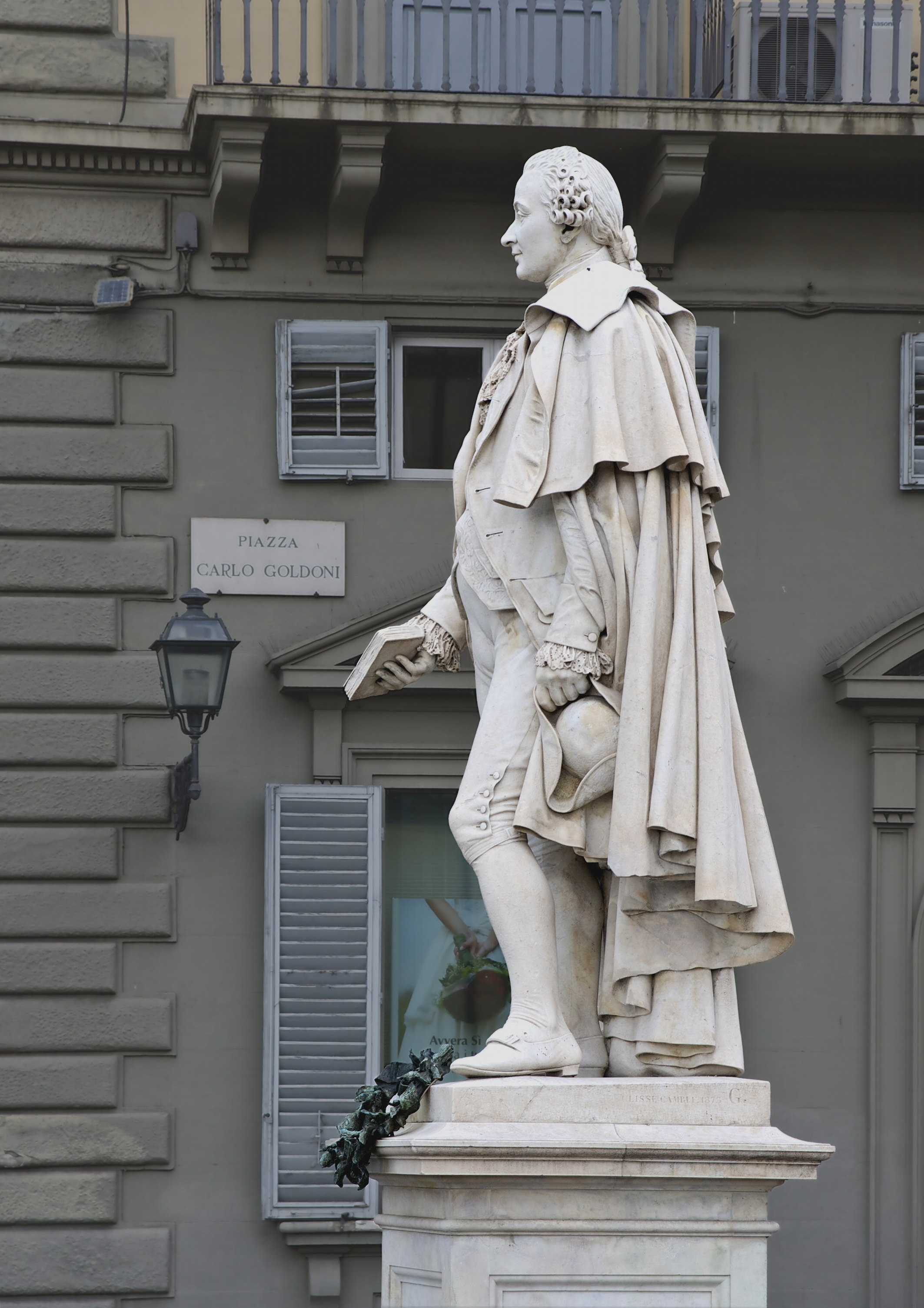
Monumento a Carlo Goldoni (Firenze)

Ulisse Cambi (Firenze, 22 settembre 1807 – Firenze, 7 aprile 1895) è stato uno scultore italiano.

## Vita e opere
Figlio dello scultore Pietro Cambi, dopo aver frequentato a Firenze il Liceo Artistico  e l'Accademia continuò i propri studi a Roma a partire dal 1833, trattenendosi per quattro anni nella capitale. Tornato a Firenze dopo un iniziale periodo di difficoltà riuscì ad affermarsi nell'ambiente artistico locale e venne nominato professore all'Accademia, dove insegnò scultura.

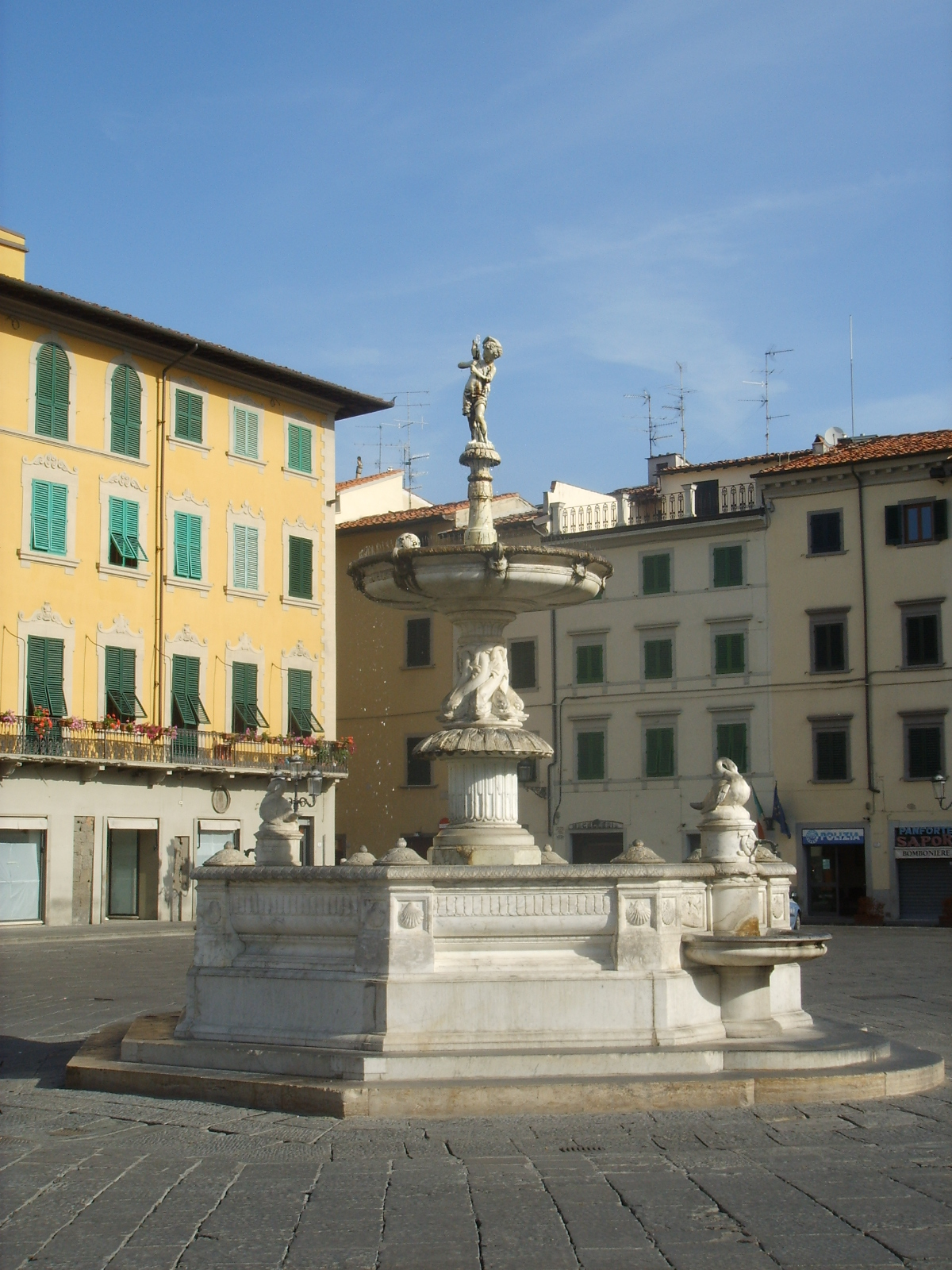
Prato, fontana del Pescatorello

Tra i vari artisti formatisi alla sua scuola possono essere ricordati lo scultore-intagliatore senese Giovanni Dupré e Giorgio Ceragioli, il quale operò principalmente in Piemonte. 
A partire dagli anni quaranta il Cambi realizzò importanti opere quali il monumento a Benvenuto Cellini e quello a Carlo Goldoni (entrambi a Firenze) e la fontana di piazza Duomo a Prato.
In particolare vennero molto apprezzati alcuni monumenti funerari come quello dedicato al pittore Giuseppe Sabatelli (Firenze, basilica di Santa Croce).

Con il prevalere della tendenza veristica il suo classicismo gli alienò il favore della critica e dei committenti. Morì a Firenze nel 1895.